# Soso Tamarau
Soso Tamarau (Turogsene, 16 maggio 1984) è un lottatore nigeriano specializzato nella lotta libera.

## Biografia
In carriera ha vinto una medaglia d'oro ai Giochi panafricani di Brazzaville 2015 nella categoria fino a 97 chilogrammi, battendo in finale il camerunese Ivan Nyamsi.
Ha rappresentato la Nigeria ai Giochi olimpici estivi di Rio de Janeiro 2016, dove è stato eliminato dall'uzbeko Magomed Ibragimov nella categoria 97 chilogrammi.
Ai Giochi del Commonwealth di Gold Coast 2018 è giunto quinto sempre nella categoria 97 chilogrammi.

## Palmarès
- Giochi panafricani

Brazzaville 2015: oro nei 97 kg.
Rabat 2019: argento nei 97 kg.